# Gambrinus liga 2012/13
De Gambrinus liga 2012/13 was het twintigste seizoen van het Tsjechisch nationaal voetbalkampioenschap. Het startte halverwege juli 2012 en eindigde op 1 juni 2013.

## Clubs
| Club                       | Stad               | Stadion                                     | Afbeelding | Opening | Capaciteit |
| -------------------------- | ------------------ | ------------------------------------------- | ---------- | ------- | ---------- |
| FC Baník Ostrava           | Ostrava            | Bazaly                                      |            | 1959    | 17.372     |
| FK Baumit Jablonec         | Jablonec nad Nisou | Chance Arena                                |            | 1955    | 6280       |
| FK Dukla Praag             | Dejvice, Praag     | Na Julisce                                  |            | 1960    | 4560       |
| SK Dynamo České Budějovice | České Budějovice   | Fotbalový stadion Střelecký ostrov          |            | 1940    | 6681       |
| FC Hradec Králové          | Hradec Králové     | Všesportovní stadion                        |            | 1966    | 7000       |
| FK Mladá Boleslav          | Mladá Boleslav     | Městský stadion Mladá Boleslav              |            | 2005    | 5000       |
| 1. FK Příbram              | Příbram            | Na Litavce                                  |            | 1955    | 9100       |
| SK Sigma Olomouc           | Olomouc            | Andrův stadion                              |            | 1940    | 12.556     |
| SK Slavia Praag            | Vršovice, Praag    | Eden Aréna                                  |            | 2008    | 21.000     |
| 1. FC Slovácko             | Uherské Hradiště   | Městský fotbalový stadion Miroslava Valenty |            | 2003    | 8121       |
| FC Slovan Liberec          | Liberec            | Stadion u Nisy                              |            | 1934    | 9900       |
| AC Sparta Praag            | Bubeneč, Praag     | Generali Arena                              |            | 1917    | 20.854     |
| FK Teplice                 | Teplice            | Stadion Na Stínadlech                       |            | 1973    | 18.221     |
| FC Viktoria Pilsen         | Pilsen             | Doosan Arena                                |            | 1955    | 12.500     |
| FC Vysočina Jihlava        | Jihlava            | Stadion v Jiráskově ulici                   |            | 1948    | 4025       |
| FC Zbrojovka Brno          | Brno               | Městský fotbalový stadion Srbská            |            | 1949    | 12.550     |

## Eindstand
|     | Club                       | WG | W  | G  | V  | DV | DT | P  |                                            |
| --- | -------------------------- | -- | -- | -- | -- | -- | -- | -- | ------------------------------------------ |
| 1.  | FC Viktoria Pilsen         | 30 | 20 | 5  | 5  | 54 | 21 | 65 | 2e voorronde UEFA Champions League 2013/14 |
| 2.  | AC Sparta Praag            | 30 | 19 | 6  | 5  | 55 | 23 | 63 | 2e voorronde UEFA Europa League 2013/14    |
| 3.  | FC Slovan Liberec1         | 30 | 16 | 6  | 8  | 46 | 34 | 54 | 2e voorronde UEFA Europa League 2013/14    |
| 4.  | FK Baumit Jablonec3        | 30 | 13 | 10 | 7  | 49 | 41 | 49 | 3e voorronde UEFA Europa League 2013/14    |
| 5.  | SK Sigma Olomouc           | 30 | 13 | 8  | 9  | 38 | 29 | 47 |                                            |
| 6.  | FK Dukla Praag             | 30 | 11 | 13 | 6  | 48 | 37 | 46 |                                            |
| 7.  | SK Slavia Praag            | 30 | 11 | 9  | 10 | 41 | 33 | 42 |                                            |
| 8.  | FK Mladá Boleslav          | 30 | 10 | 8  | 12 | 34 | 41 | 38 |                                            |
| 9.  | 1. FC Slovácko             | 30 | 10 | 7  | 13 | 37 | 41 | 37 |                                            |
| 10. | FC Vysočina Jihlava2       | 30 | 7  | 15 | 8  | 36 | 42 | 36 |                                            |
| 11. | 1. FK Příbram              | 30 | 7  | 11 | 12 | 27 | 39 | 32 |                                            |
| 12. | FK Teplice                 | 30 | 8  | 8  | 14 | 14 | 36 | 32 |                                            |
| 13. | FC Zbrojovka Brno2         | 30 | 9  | 5  | 16 | 34 | 53 | 32 |                                            |
| 14. | FC Baník Ostrava           | 30 | 7  | 8  | 15 | 34 | 44 | 29 |                                            |
| 15. | SK Dynamo České Budějovice | 30 | 7  | 5  | 18 | 24 | 49 | 26 | Degradatie naar de Fotbalová národní liga  |
| 16. | FC Hradec Králové          | 30 | 5  | 10 | 15 | 27 | 44 | 25 | Degradatie naar de Fotbalová národní liga  |

1 FC Slovan Liberec was in dit seizoen de titelverdediger. 

2 FC Vysočina Jihlava en FC Zbrojovka Brno waren dit seizoen nieuwkomers op het hoogste niveau, zij speelden in het voorgaande seizoen niet op het hoogste niveau van het Tsjechische voetbal. 

3 FK Baumit Jablonec kwalificeerde zich voor de Europa League door het winnen van de Pohár České pošty.

## Statistieken

### Topscorers
20 doelpunten

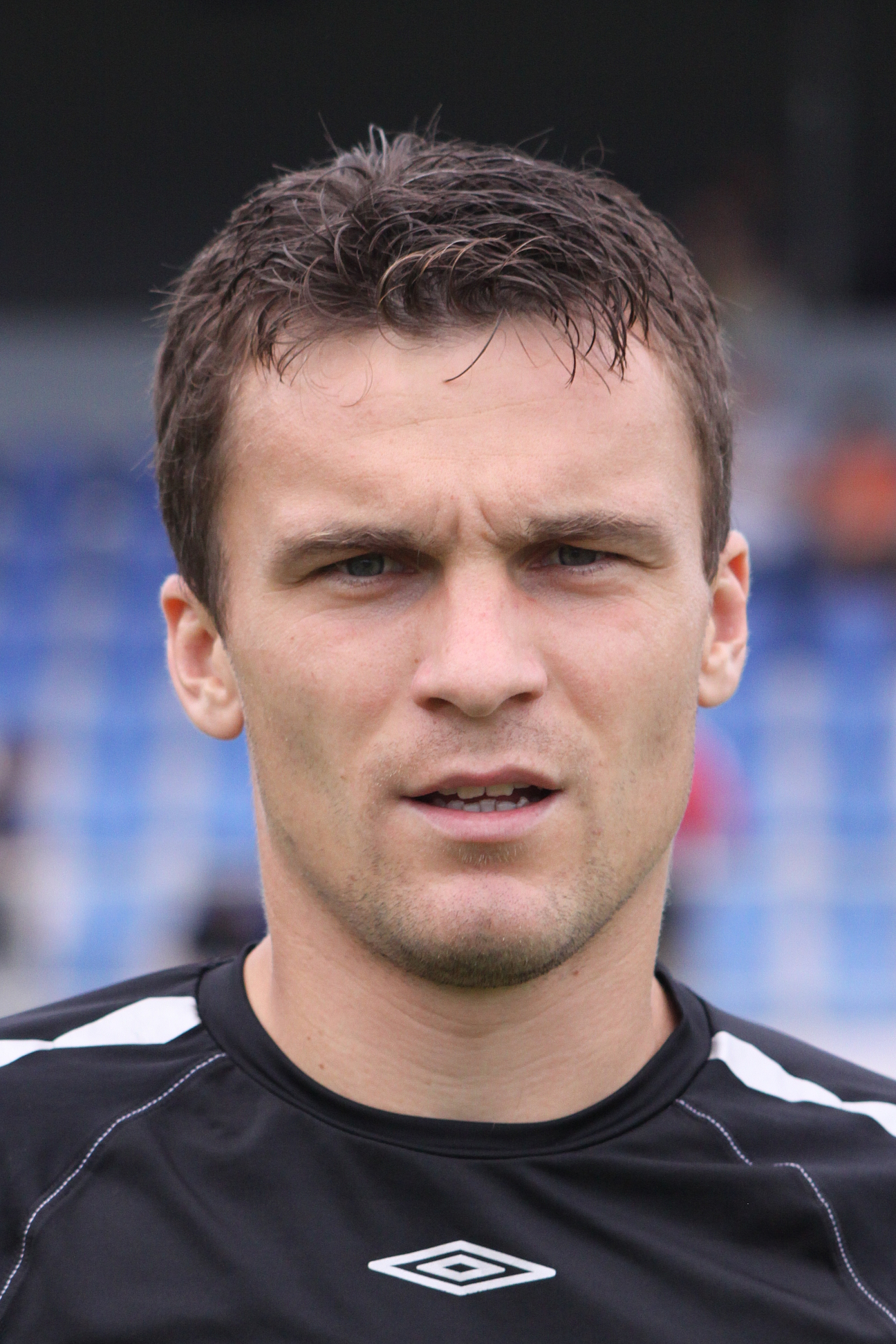
David Lafata

- David Lafata (AC Sparta Praag 7 / FK Baumit Jablonec 13)

14 doelpunten
- Michal Ordoš (SK Sigma Olomouc)
- Václav Kadlec (AC Sparta Praag)

13 doelpunten
- Libor Došek (1. FC Slovácko)

12 doelpunten
- Aidin Mahmutović (FK Teplice)

10 doelpunten
- Stanislav Tecl (FC Vysočina Jihlava 10 / FC Viktoria Pilsen 0)
- Marek Bakoš (FC Viktoria Pilsen)

9 doelpunten
- Zbyněk Pospěch (FK Dukla Praag)

8 doelpunten
- Jiří Štajner (FC Slovan Liberec)
- Karol Kisel (SK Slavia Praag)
- Tomáš Čížek (FK Baumit Jablonec)
- Michael Rabušic (FC Slovan Liberec)

### Assists
10 assists
- Karol Kisel (SK Slavia Praag)

9 assists
- Pavel Horváth (FC Viktoria Pilsen)

8 assists
- Jan Kovařík (FK Baumit Jablonec 5 / FC Viktoria Pilsen 3)
- Jose Ferreira Da Silva Sandro (SK Dynamo České Budějovice)

7 assists
- Ladislav Volešák (1. FC Slovácko)
- Josef Hušbauer (AC Sparta Praag)
- Milan Kerbr (1. FC Slovácko)

6 assists
- Zbyněk Pospěch (FK Dukla Praag)
- Tomáš Berger (FK Dukla Praag)
- Petr Malý (FK Dukla Praag)
- Lukáš Masopust (FC Vysočina Jihlava)